# Llau dels Alberons
La Llau dels Alberons és un curs d'aigua del terme municipal de Sant Esteve de la Sarga, al Pallars Jussà. Es forma a migdia del poble de Moror, a 760 m. alt., als Alberons, des d'on davalla cap a l'est-sud-est, fins que s'uneix amb la llau dels Fornells just al límit del terme de Sant Esteve de la Sarga amb Castell de Mur (antic municipi de Guàrdia de Tremp, formant el barranc de Moror.